# Cristo e la Samaritana al pozzo (Artemisia Gentileschi)
Cristo e la Samaritana al pozzo  è dipinto a olio su tela di Artemisia Gentileschi realizzato nel 1637 e conservato in una collezione privata a Palermo fino al 2022, per poi essere acquisita dalla Fondazione Pisa che ha provveduto al suo restauro. L'opera è attualmente esposta nel museo Palazzo Blu di Pisa. 

## Storia
La corrispondenza di Gentileschi indica che nel 1637 cercava di vendere al cardinale Francesco Barberini due dipinti, uno dei quali era una "Donna di Samaria". Quest'opera è stata recentemente scoperta in una collezione privata e identificata in quel dipinto. Sembra che l'opera non sia mai giunta a Barberini e la sua storia non è altrimenti documentata.

## Descrizione
La storia della samaritana è raccontata nel Vangelo di Giovanni. Una donna si sporge in avanti nel colloquio con Gesù, in contrasto con la rappresentazione tipica del tempo che mostrava la donna seduta passivamente ad ascoltare un monologo. È una delle poche opere di Gentileschi con paesaggio pieno. Sullo sfondo si vedono i discepoli di Gesù che escono dalla città murata. I colori vivaci degli abiti delle figure e il paesaggio dettagliato furono associati al lavoro che produsse in questo periodo a Napoli.